# 2 Canum Venaticorum
2 Canum Venaticorum är en röd jättestjärna i stjärnbilden Jakthundarna. Stjärnan har visuell magnitud +5,66 och är därmed knappt synlig för blotta ögat vid god seeing.